# Анатолій Вексклярський
Анатолій Борисович Вексклярський (також відомий як DJ Толя) — український музикант, діджей, теле- та радіоведучий.
Один із перших популяризаторів електронної музики та діджейської культури в Україні. Відомий як перший діджей українського FM-радіо та ведучий культових радіо- і телепрограм, що формували музичний смак декількох поколінь.

## Ранні роки та становлення
Народився 8 березня 1960 року на Подолі, у Києві. З дитинства захоплювався музикою: у 14 років почав самотужки вивчати гру на гітарі та грати у шкільному ансамблі.
1986-го закінчив cтудію з підготовки акторських кадрів  Київського державного театру оперети, отримавши  спеціальність актора театру музичної комедії. З 1988-го року Анатолій став активним учасником Київського рок-клубу.

## Кар'єра на радіо та телебаченні
Початок 1990-х став переломним моментом у житті Вексклярського — він розпочав кар'єру телеведучого, ставши одним із перших професійних віджеїв незалежної України. 
1991 — ведучий програми «Музичні новини» на першій  київській комерційній телекомпанії  «Мегапол».
1991 — 1994 автор і ведучий програми «Джемікс» (Jamix, Jammix)
У 1995-му році приєднався до «Гала Радіо», де почав працювати під псевдонімом DJ Толя. Вперше радіопрограма «Місячні трАНбони»  вийшла в ефір на Гала радіо 25 травня 1995 року. Його унікальний стиль ведення ефіру, сміливий музичний вибір та експериментальний підхід швидко зробили його відомим серед слухачів.
Згодом перейшов на «Радіо Супер Нова», де продовжив вести авторську передачу «Місячні трАНбони» (1995) — новаторський проєкт, що став культовим для київської музичної сцени. Саме в цій програмі вперше на українському радіо прозвучали такі гурти, як Depeche Mode, Metallica, The Cure, а також українські музиканти, зокрема Колезький асесор, Табула Раса, Ivanov Down, Юлія Лорд, ДахаБраха[джерело?]. Передача стала майданчиком для підтримки альтернативної сцени та розвитку нової музичної культури. Нині вона виходить в ефірі «Київ FM».

## Музична діяльність
Як музикант, Анатолій Вексклярський брав участь у різних гуртах[джерело?]:
- Красные — одна з його перших музичних формацій.
- Jamix — колектив, що експериментував із електронним звучанням.
- Green Grey — у 1993 році приєднався до групи як діджей, зробивши її однією із перших в Україні, що використовували діджейські техніки в рок-музиці.

Пізніше[коли?] заснував власний музично-поетичний проєкт — «Vexlarsky Orchestra», у якому поєднує елементи електроніки, джазу, етно та авангардної музики.

## Кіно та інші проєкти
Окрім музики, Вексклярський знімався в кіно.
1989 — головна роль у дебютному фільмі Анатолія Матешко за сценарієм Микити Висоцького «Чорна яма». 
Також він зіграв роль у картині  Олександра Шапіро  «Цикута», що відображав українську альтернативну сцену 1990-х.

## Громадська діяльність
Брав участь у численних акціях на захист архітектурної спадщини Києва. Зокрема, він виступав проти незаконних забудов, руйнування історичних будівель та знищення культурних пам'яток.
Висловлював підтримку активісту Сергію Стерненко, музиканту та ветерану АТО Андрію Антоненку, який опинився під слідством у справі про вбивство Павла Шеремета. Вексклярський брав участь у громадських заходах на підтримку Антоненка, наголошуючи на важливості справедливого розгляду справи та захисту прав людини.